# Cruzeiro das Laranjeiras
O Cruzeiro das Laranjeiras é um cruzeiro localizado no pátio do Palácio do Conde de Vimioso, na freguesia de Lumiar, em Lisboa.
Está classificado como Monumento Nacional, desde 1910, pelo Decreto de 16-06-1910, DG n.º 136, de 23-06-1910.
Está abrangido por Zona Especial de Protecção, por Despacho de homologação da Ministra da Cultura, datado de 28-01-2008.
Trata-se de um cruzeiro da segunda metade do séc. XV, mandado erigir por Pedro Eanes, encontrando-se actualmente no pátio do Palácio do Conde de Vimioso.

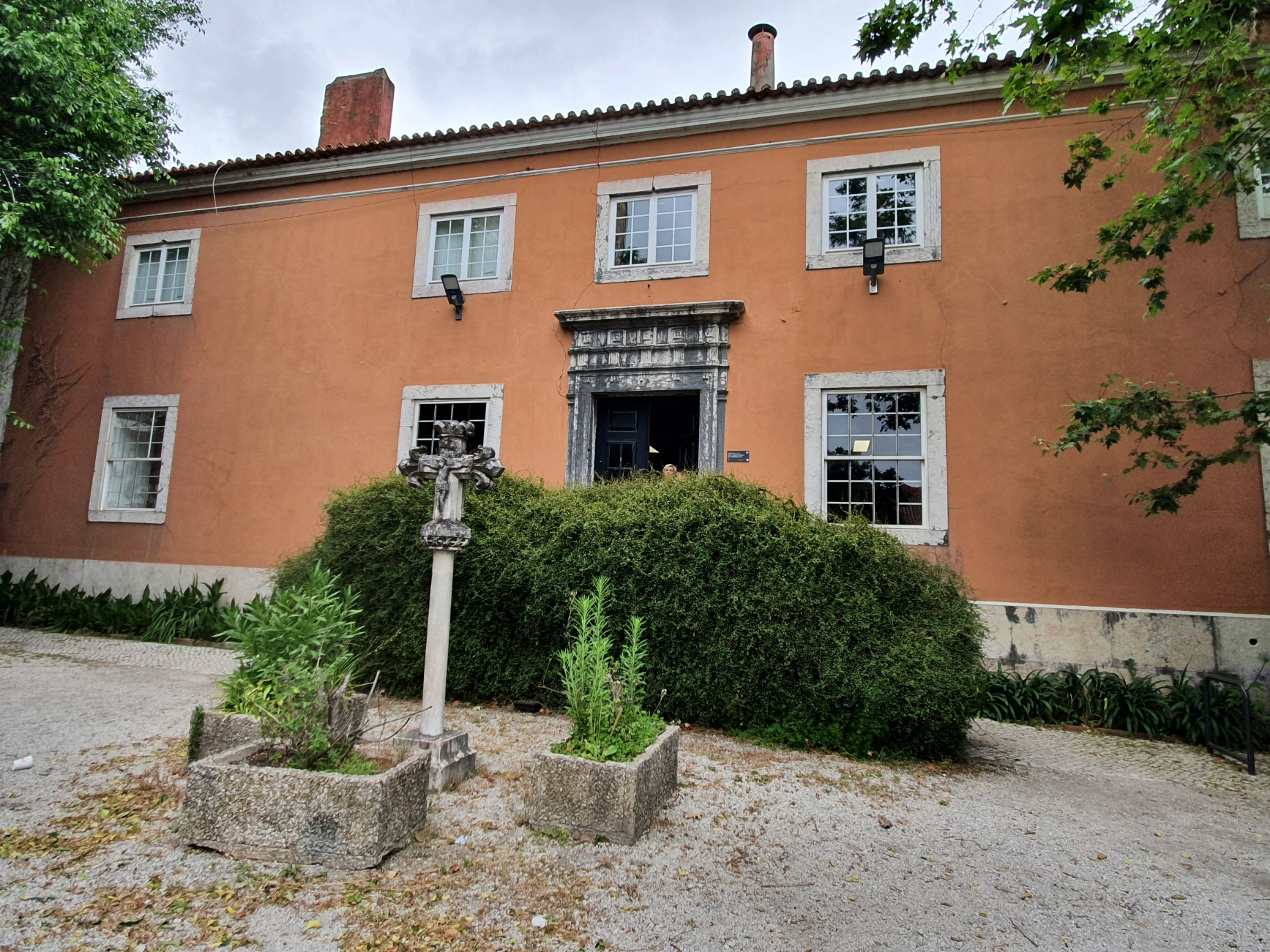
O Cruzeiro das Laranjeiras no pátio do Palácio do Conde de Vimioso

A base e o fuste não são os originais. Os degraus e a base são em lioz, o fuste em mármore e o capitel em calcário. Este último elemento possui elementos vegetais esculpidos e também um inscrição. A cruz, no topo, possui flores-de-lis, um cristo crucificado e uma Nossa Senhora com o menino.